# Episodi di Casa Vianello (quinta stagione)
La quinta stagione della sitcom Casa Vianello, composta da 20 episodi, è stata trasmessa su Canale 5 dal 12 settembre 1994 al 6 febbraio 1995.
| nº | Titolo                     | Prima TV          |
| -- | -------------------------- | ----------------- |
| 1  | L'arrivo di Gianmarco      | 12 settembre 1994 |
| 2  | Il padre ideale            | 19 settembre 1994 |
| 3  | Raimondo senza cuore       | 26 settembre 1994 |
| 4  | Messaggero d'amore         | 10 ottobre 1994   |
| 5  | Arriva il gorilla          | 17 ottobre 1994   |
| 6  | Il consulente              | 24 ottobre 1994   |
| 7  | Il reincarnato             | 31 ottobre 1994   |
| 8  | Caro diario                | 14 novembre 1994  |
| 9  | Il dottor stranoamore      | 21 novembre 1994  |
| 10 | La sorpresina              | 28 novembre 1994  |
| 11 | Fuori la verità            | 5 dicembre 1994   |
| 12 | Una bolletta troppo salata | 12 dicembre 1994  |
| 13 | Molestie sessuali          | 19 dicembre 1994  |
| 14 | L'innocente                | 26 dicembre 1994  |
| 15 | La crisi                   | 2 gennaio 1995    |
| 16 | Il tesoro nascosto         | 9 gennaio 1995    |
| 17 | Il grande sonno            | 17 gennaio 1995   |
| 18 | Siamo agli sgoccioli       | 24 gennaio 1995   |
| 19 | Prova d'amore              | 31 gennaio 1995   |
| 20 | Un televisore per tre      | 6 febbraio 1995   |

## L'arrivo di Gianmarco
Sandra si rende conto di aver condotto una vita troppo vuota e così, sentendo la mancanza di un figlio, decide di adottare un bambino filippino, Gianmarco.

## Il padre ideale
Per fare bella figura con la sua amica tedesca Carlotta, Sandra le descrive Raimondo in maniera molto fantasiosa, dipingendolo come un eroe. Colpita dall'immagine di questo grande uomo, Margaretha, la figlia di Carlotta, si reca da Raimondo per chiedergli di concepire un figlio con lei.

## Raimondo senza cuore
Sandra deve partire per alcuni giorni, ma poco prima di uscire di casa riceve la visita di Antonella Elia. La ragazza, sebbene lavori come valletta di Raimondo da molto tempo, non ha ancora capito come fare per essergli simpatica e così Sandra la convince a rimanere in casa loro durante la sua assenza in modo che Raimondo possa apprezzarla. Tuttavia, in seguito ad alcuni malintesi, Antonella si convince che Raimondo necessiti urgentemente di un trapianto di cuore e gli fissa un'operazione con un noto luminare della medicina.

## Messaggero d'amore
Il signor Marini, l'inquilino dell'attico, è stato lasciato dalla moglie Anna ma si è presto fidanzato con un'altra donna, la bellissima Sandra (Paola Saluzzi). Raimondo, molto attratto dalla nuova condomina, si serve del piccolo Gianmarco per recapitarle delle appassionate lettere d'amore. Il signor Marini, arrabbiato con Raimondo, gli mostra la lettera d'amore mandata da lui stesso a Sandra tramite Gianmarco. In seguito il signor Marini riferisce alla signora Mondaini del fatto e Sandra, infuriata, prende il coltello e, coadiuvata dal signor Marini e dalla Tata, insegue Raimondo col coltello per arrecargli dei tagli.

## Arriva il gorilla
Per distrarsi un po' Sandra partecipa a una riunione di animalisti, al termine della quale decide di adottare un gorilla.

## Il consulente
Raimondo, per staccarsi di dosso l'etichetta di attore comico, ha scritto la sceneggiatura di un film in cui deve interpretare un pericoloso gangster. Per calarsi meglio nella parte, Vianello chiede al produttore Tortellini di trovargli un vero criminale che possa fargli da consulente e così Tortellini invia a casa sua il pregiudicato Sciampagna e il suo gregario Fogna.

## Il reincarnato
A casa Vianello si presentano due strani individui, Akbar e Madras, i quali sostengono che Raimondo è la reincarnazione del loro capo religioso, un santone orientale deceduto molti anni prima. Raimondo non crede alle parole dei due, ma quando scopre che sono stati mandati dalla bella vicina di casa Sandra, decide di assecondare i due bizzarri ospiti. Raimondo, per camminare a piedi nudi sui carboni ardenti, finisce per ustionarli.

## Caro diario
Dietro consiglio di un editore, Sandra decide di pubblicare un libro e sceglie di scriverlo sotto forma di diario; l'editore però ha l'idea di dividere il libro in due parti: la prima, scritta da Sandra, è una divagazione fantasiosa in cui descrive la vita che avrebbe voluto avere insieme a suo marito, mentre la seconda è un manoscritto dello stesso Raimondo che deve raccontare con il suo solito cinismo la vita reale che hanno avuto insieme. Raimondo, tuttavia, non ha voglia di collaborare a questo progetto e così convince il portiere a scrivere il diario al posto suo.

## Il dottor stranoamore
Una mattina Raimondo, rispondendo al telefono, si ritrova in contatto con il bizzarro dottor Jasper, un andrologo americano che intende risolvere tutti i suoi problemi sessuali. Raimondo è costretto da Sandra a bere un infuso dal sapore sgradevole.

## La sorpresina
Per fare una sorpresina a Gianmarco, Sandra compra una casetta giocattolo e, dopo aver affidato il bambino alla signora Evelina, convince la tata e Raimondo ad aiutarla nell'assemblaggio dei pezzi. Mentre i tre sono affaccendati in quest'attività, Evelina si presenta sconvolta nell'appartamento annunciando che Gianmarco è scomparso.

## Fuori la verità
Una cartomante a cui si è rivolta Sandra la spinge a riprendere gli studi per valorizzare sé stessa, ma la donna viene derisa costantemente da Raimondo. La cartomante allora convince Sandra che suo marito le fa inconsciamente il malocchio, così l'unica soluzione è sottoporlo alla macchina della verità per farglielo ammettere.

## Una bolletta troppo salata
Sandra riceve la bolletta telefonica e scopre con sommo stupore che deve pagare sei milioni di lire; credendo quindi che si tratti di un equivoco, si rivolge a un dirigente della SIP, il quale le spiega che dal loro apparecchio sono state effettuate moltissime telefonate a una linea erotica, il 144. Sandra sospetta subito del marito e decide di incastrarlo con le prove, ma quello che non sa è che in realtà le telefonate vengono fatte dalla tata.

## Molestie sessuali
Con l'intento di risvegliare l'interesse di Raimondo nei suoi confronti, Sandra decide di fargli credere che un pervertito la stia molestando sessualmente con delle telefonate oscene. Siccome però Raimondo non le crede e la deride di continuo, Sandra chiede ad Arturo di impersonare il molestatore telefonico.

## L'innocente
Triste per l'assenza di Gianmarco, Sandra comincia a sognare il bambino tutte le notti, ma Raimondo fraintende le frasi dette dalla moglie nel sonno e, credendo che stia parlando del suo amante, decide di contattare un avvocato per chiedere la separazione. L'avvocato, arrabbiato con Raimondo per avergli fatto credere che Sandra tradiva Raimondo stesso con un giovane con i capelli neri e dopo aver scoperto da Arturo che tale giovane era in realtà il figlio adottivo Gianmarco, gli dice: "Signor Vianello, lei mi ha fatto perdere un mucchio di tempo, senza contare che si è ricoperto di ridicolo! E comunque, il divorzio se lo può scordare! Arrivederci, anzi... Auf Wiedersehen!". In seguito, Raimondo si mette a piangere perché commosso per la ricomposizione della famiglia.

## La crisi
Preoccupata per la situazione economica italiana, Sandra decide di risparmiare il più possibile e costringe Raimondo ad adattarsi al suo severo regime; inoltre la donna affitta per una notte la camera da letto al signor Carlo Colnaghi, un tipo molto bizzarro, che non avendo denaro contante per pagare il pernottamento, la mattina dopo regala ai Vianello un quadro di grande valore. Tuttavia poco dopo la partenza di Colnaghi, Raimondo riceve la visita dell'onorevole Pernove, che gli racconta di aver subito un grosso furto in casa durante la notte e fra gli oggetti rubati c'è proprio il quadro. Raimondo, arrestato per furto con scasso e ricettazione, viene persino denunciato per questi due reati dall'onorevole Pernove (c'era anche come testimone il portiere), a cui si aggiunge lo sfruttamento della prostituzione per aver nascosto Miriam con un cliente.

## Il tesoro nascosto
Raimondo riceve una lettera da parte del vecchio amministratore condominiale, nella quale l'uomo gli racconta che da qualche parte nel palazzo c'è nascosto un inestimabile tesoro appartenente a una famiglia di nobili vissuta lì molti decenni prima. Raimondo decide di mettersi alla ricerca delle ricchezze, ma i vicini vengono a sapere della storia e nel condominio si scatena una vera e propria caccia al tesoro.

## Il grande sonno
Sandra ha acquistato il Big Sleep, un nuovo sonnifero appena uscito sul mercato, che promette di risolvere tutti i problemi di insonnia mediante una fascia stimolante che non appena viene applicata sulla testa induce un sonno profondo. Raimondo, dopo averlo sperimentato, decide di usarlo a suo vantaggio per far addormentare sua moglie e la tata mentre lui corteggia la signora Marini.

## Siamo agli sgoccioli
Raimondo ha la febbre ed è costretto a stare in casa, così chiede a Sandra di occuparsi dei suoi molti impegni lavorativi. La donna accetta, ma nel frattempo deve aiutare la tata che ha portato a casa un'anatra che ha comprato a una fiera insieme alla sua amica Santa. Poco dopo però dai Vianello si presenta il fratello di Santa, che vuole prendere l'anatra perché ha ingoiato un prezioso anello che lui aveva rubato.

## Prova d'amore
Sandra, per mettere alla prova l'amore di suo marito, gli chiede di rinunciare a guardare i prossimi mondiali di calcio e invita a casa un terapeuta della coppia che possa aiutarli. Il dottore però propone a Raimondo una soluzione che possa liberarlo dalle lamentele di sua moglie: lui dovrà riempire di attenzioni Sandra per alcuni giorni, in modo che la donna si stanchi dei suoi modi romantici e gli faccia fare tutto ciò che vuole.

## Un televisore per tre
Il televisore della tata si è rotto e lei è disperata; Sandra allora le propone di guardare la TV insieme a lei e Raimondo, sperando che suo marito si convinca a far vedere loro un bel film. Raimondo però sintonizza il televisore su un film horror con protagonisti dei vampiri e ne subisce le conseguenze quando la tata, terrorizzata da incubi notturni, chiede ai Vianello di poter dormire nella loro camera da letto.